# Hägerstensbrinkens radhusområde

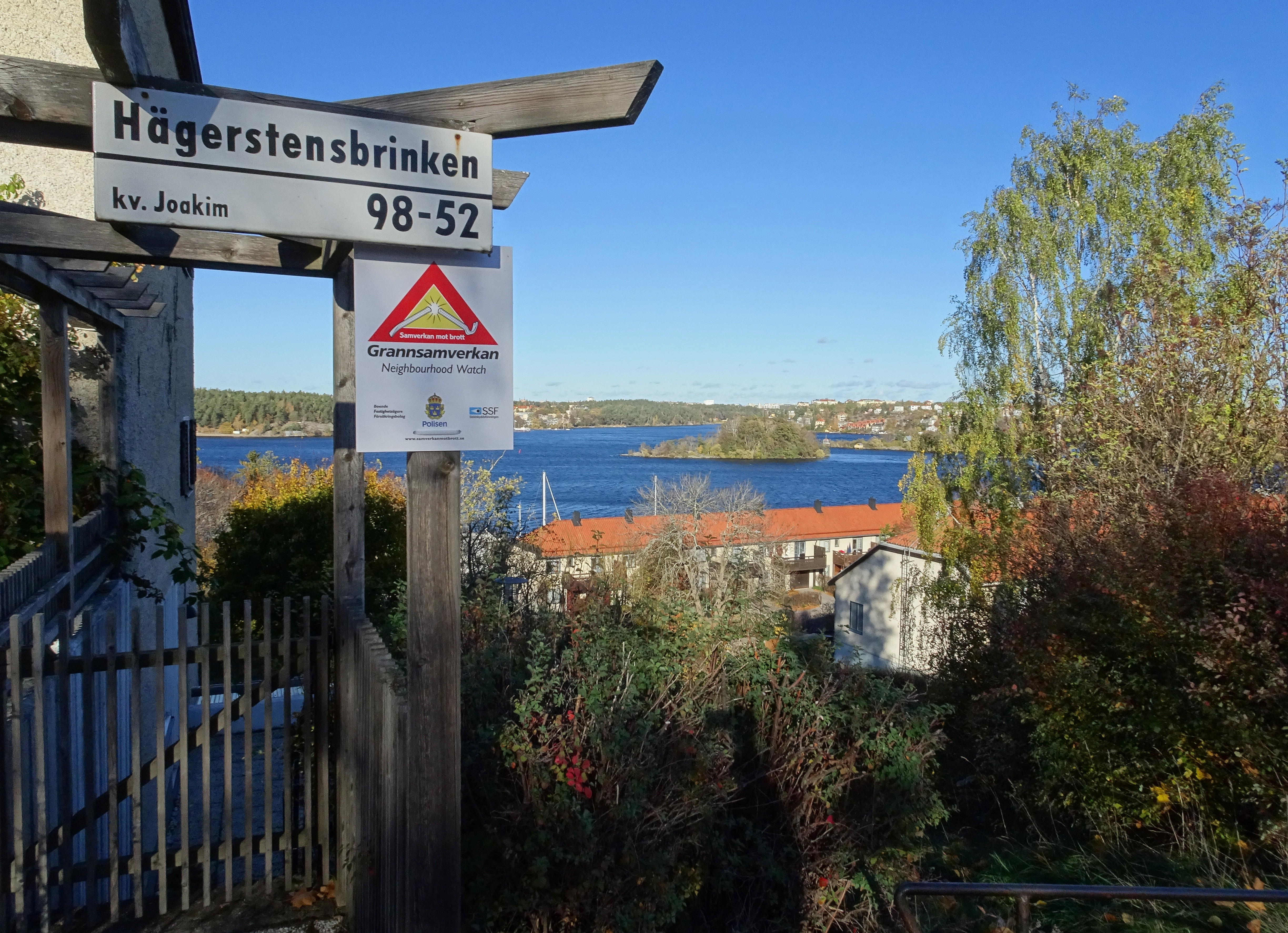
Utsikt från Hägerstensbrinken 52, nedanför syns kvarteren Babylon och Pharaos Bägare samt Mälaren, 2018.

Hägerstensbrinkens radhusområde ligger vid Hägerstensbrinken i stadsdelen Hägersten i södra Stockholm. Området består av 59 radhus som uppfördes åren 1967 till 1971 efter ritningar av arkitekt Carl Erik Fogelvik. Bebyggelsen är grönklassad av Stadsmuseet i Stockholm, vilket innebär att den bedöms ”vara särskilt värdefull från historisk, kulturhistorisk, miljömässig eller konstnärlig synpunkt”.

## Beskrivning

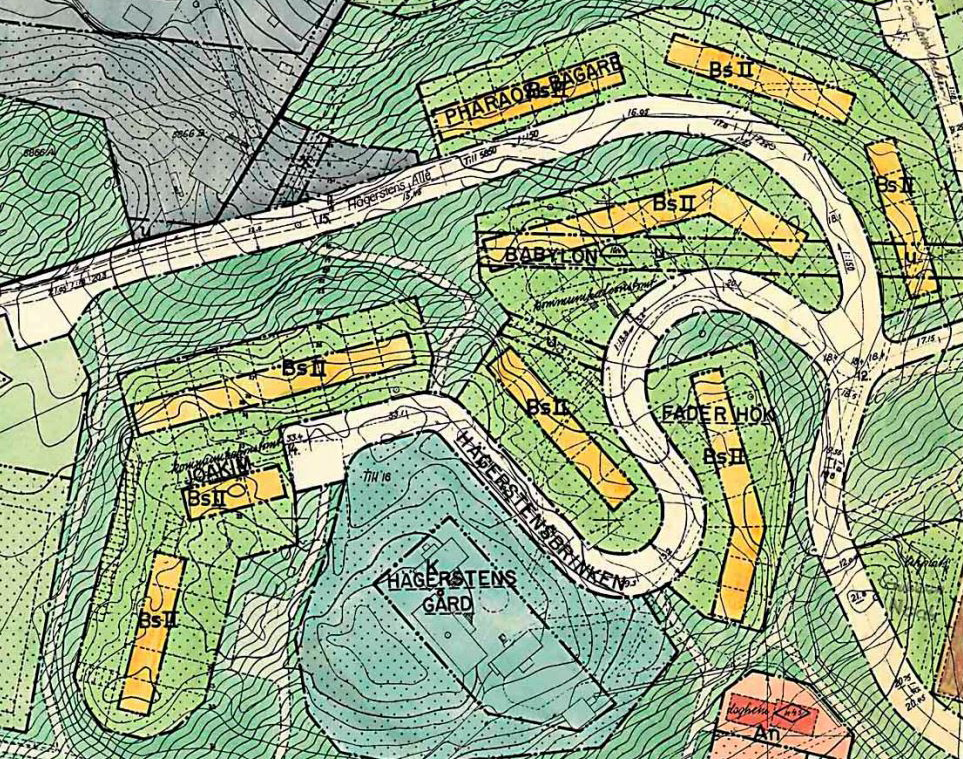
Stadsplanen från 1963.

Stadsplanen, signerad av Göran Sidenbladh, upprättades 1963 och föreskrev bebyggelse med enfamiljsradhus. Radhusområdet omfattar tre kvarter, Joakim, Babylon och Fader Hök, som ligger direkt norr och väster om Hägerstens gård. Fader Hök var en krog vid närbelägna Klubbensborg vars byggnad fortfarande står kvar. 
Marken, som ägdes tidigare av Olsson & Rosenlunds AB, ligger högt över Hägerstens småbåtshamn och ger husen en vidsträckt utsikt över Mälaren och Klubbfjärden. Entreprenör och byggherre var Folke Ericsson byggnads AB som anlitade arkitektgruppen FFNS där arkitekt Carl Erik Fogelvik ansvarade för projektet. FFNS stod även för trädgårdsgestaltningen genom trädgårdsarkitekt Paul Öreby. Konstruktör var ingenjörsfirman Nils Carlsson respektive Einar Mattssons konstruktionsavdelning. 
Marken är starkt kuperad så att radhusen, belägna där terrängen är som brantast, fick tre våningar mot Mälaren och endast en våning mot gatan. Husen har stommar av stående lättbetongelement som spritputsades på fasaderna. Taken utfördes som tegeltäckta sadeltak med valmade början och slut. Ovanligt för tiden var att radhusen i kvarteren Joakim och Babylon fick eget garage i anslutning till lägenheten. I kvarteret Fader Hök placerades istället en garagelänga mot norra gaveln.
Området begränsas i norr av Hägerstens allé och kvarteret Pharaos Bagare (enligt stadsplanen Paraos Bägare). Här ligger ytterligare 22 radhus från samma period och med liknande utseende som de vid Hägerstensbrinken. Även de ritades av FFNS (arkitekt Harry Åberg) och byggdes av John Mattson. Av Stadsmuseet är de gulklassade och utgör ”en positiv betydelse för stadsbilden” samt representerar ”visst kulturhistoriskt värde”.

## Bilder

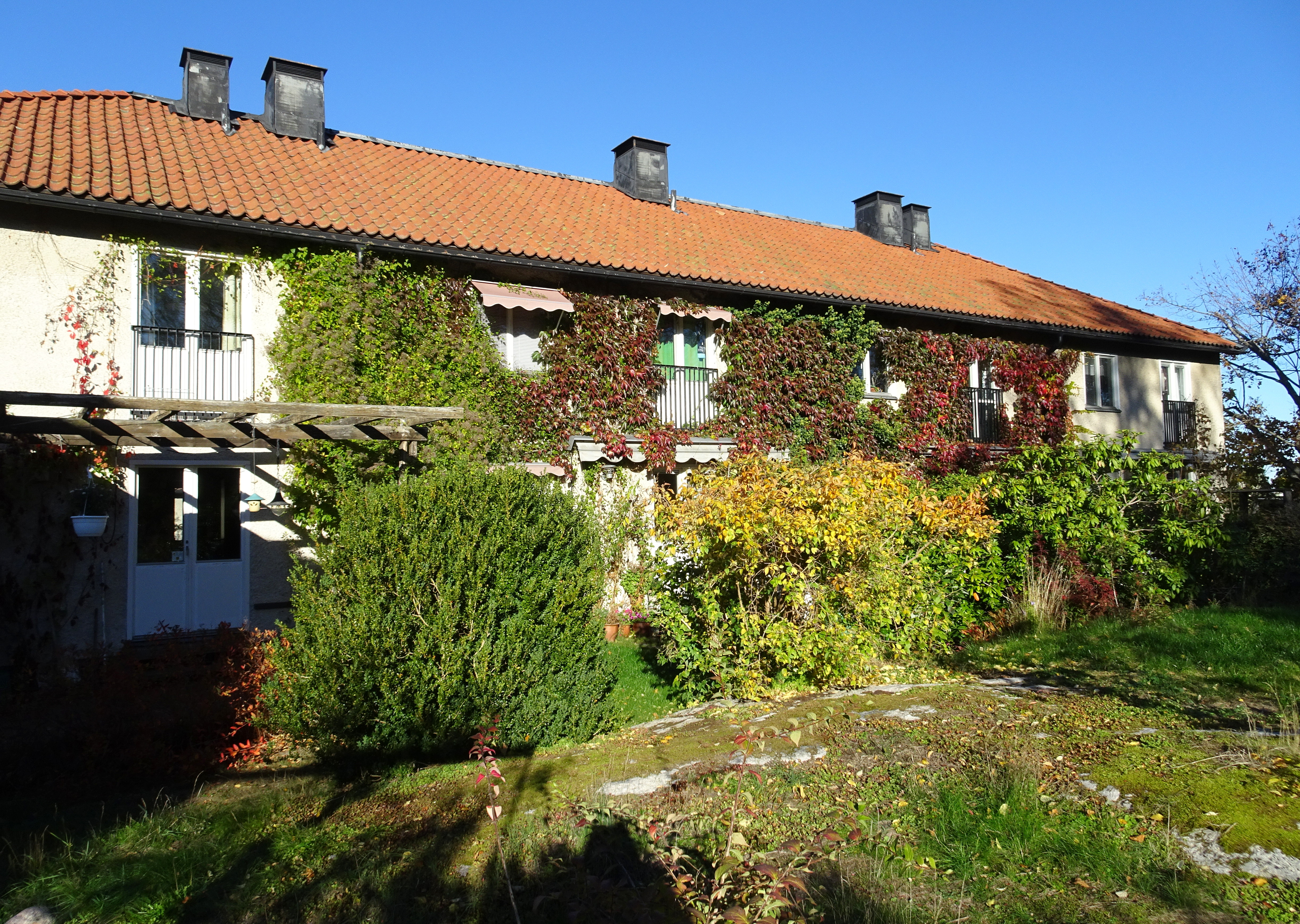
Hägerstensbrinken 76-90, kvarteret Joakim.
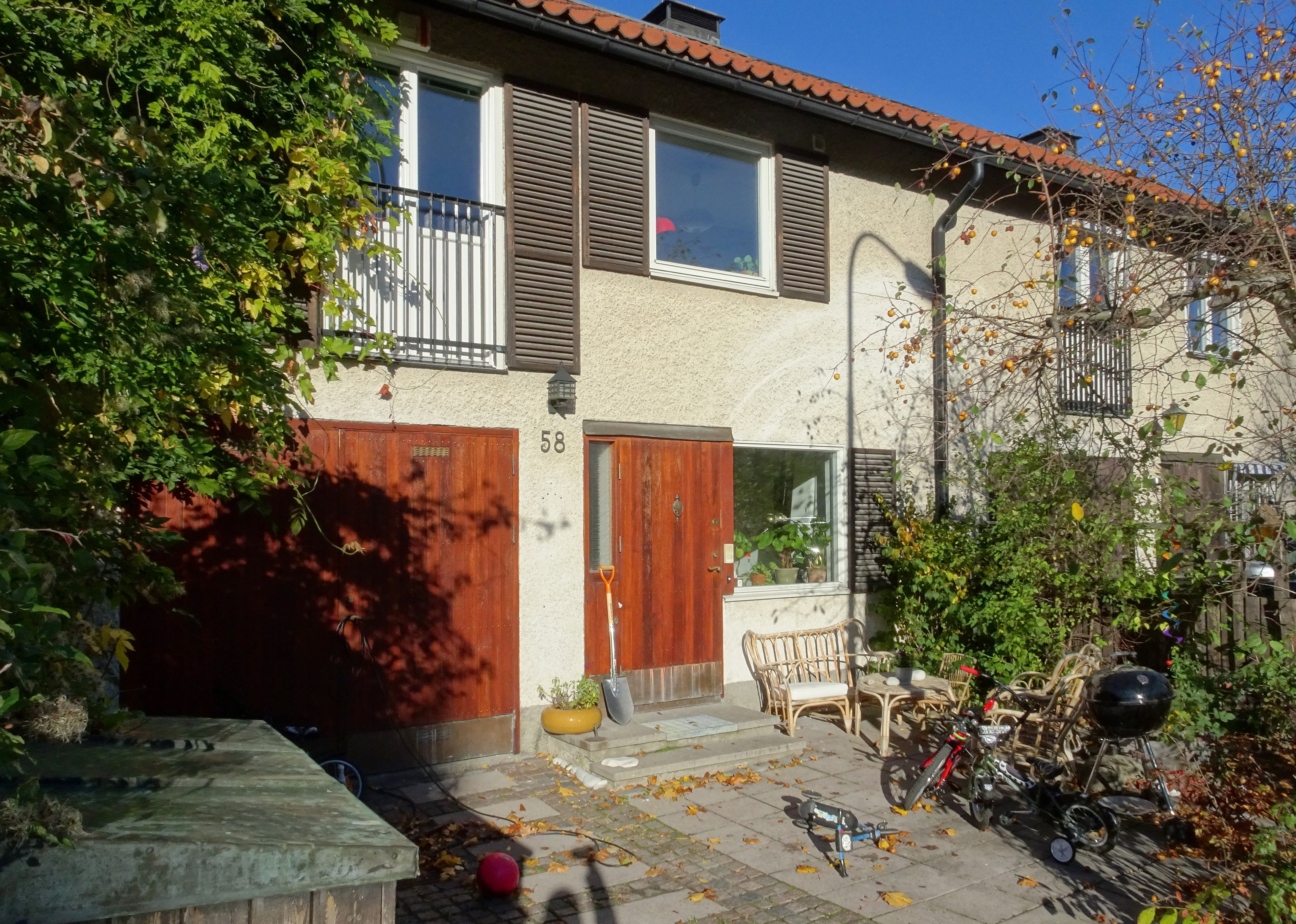
Hägerstensbrinken 58, kvarteret Joakim.
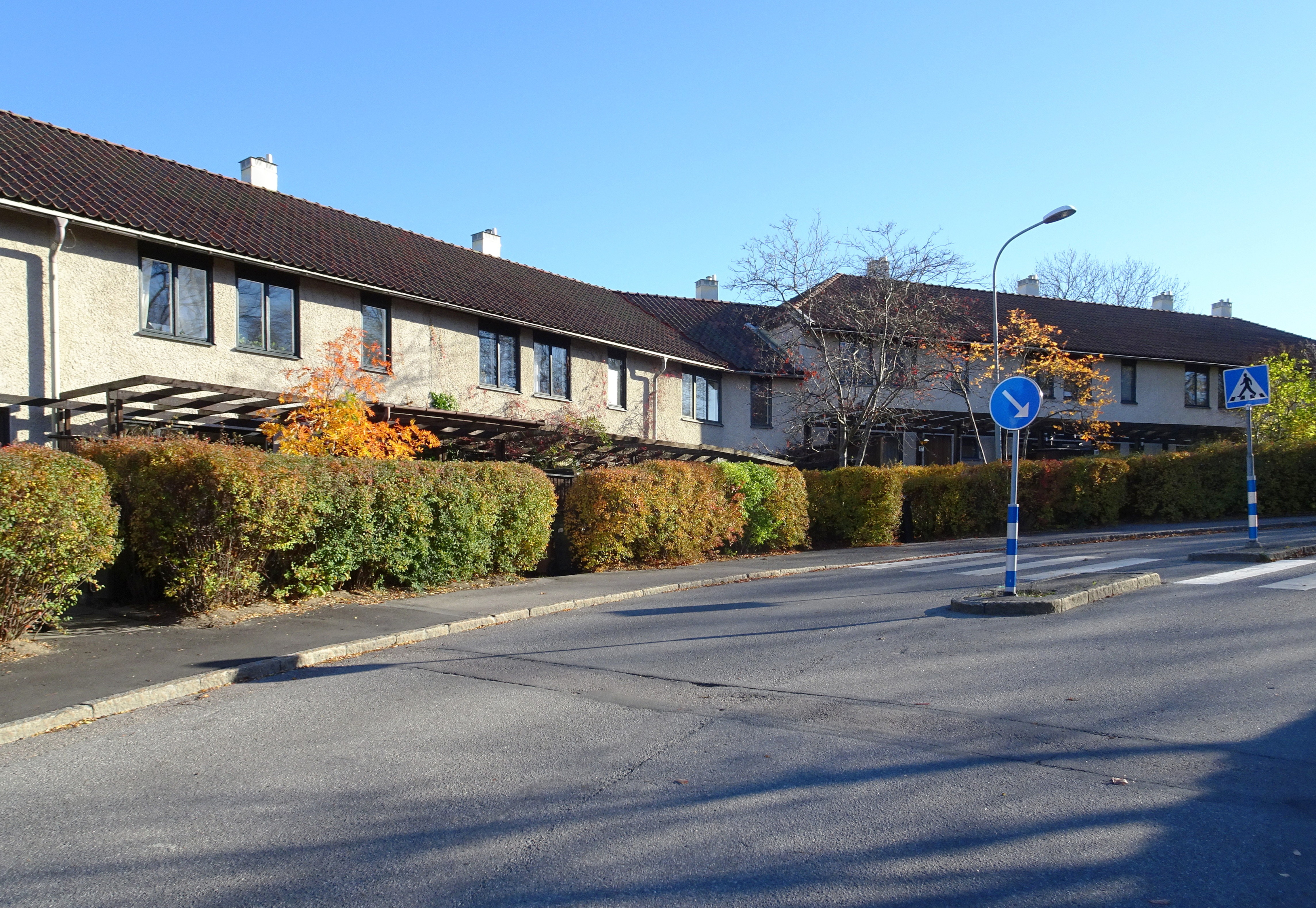
Hägerstensbrinken 9-21, kvarteret Fader Hök.
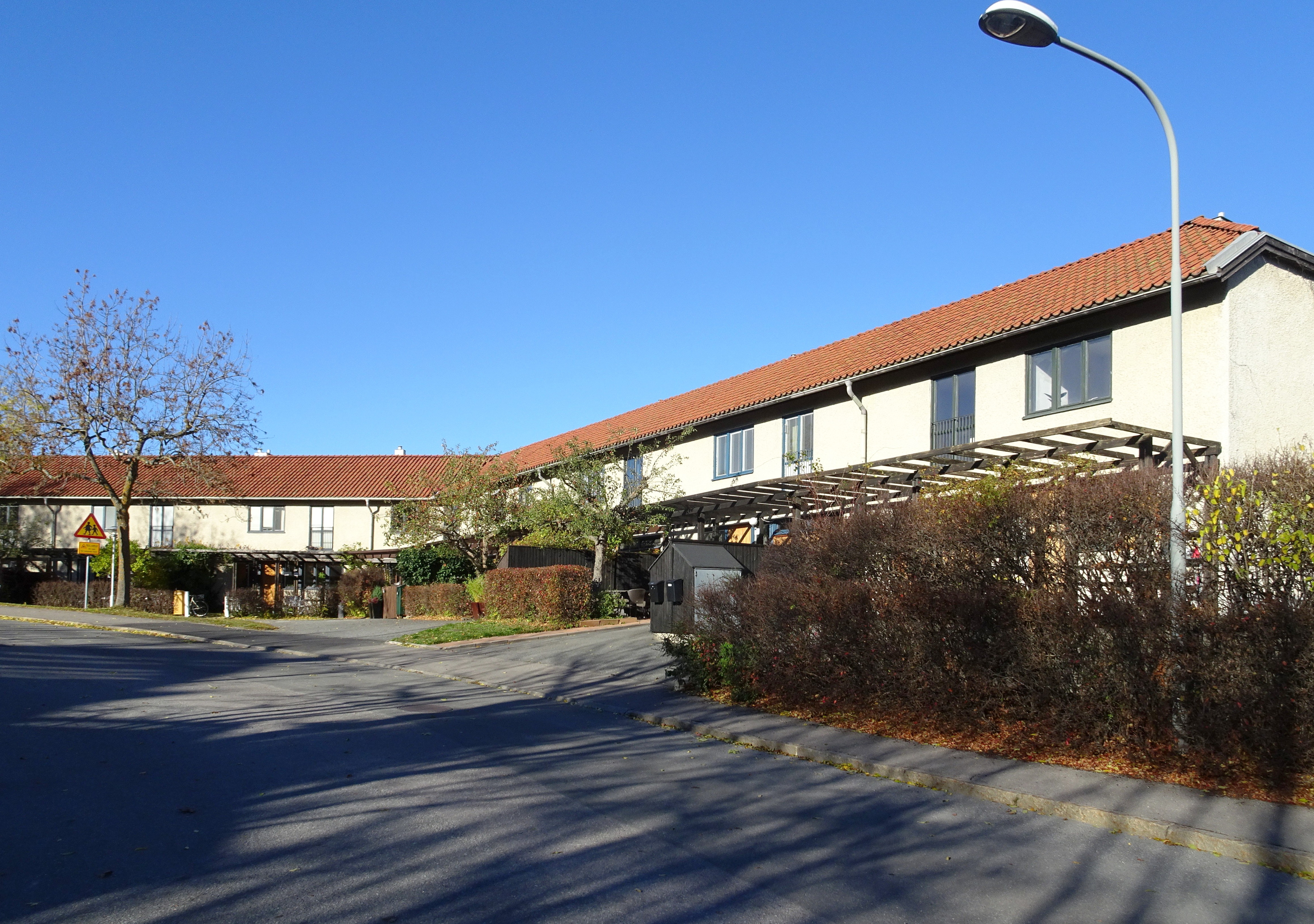
Hägerstensbrinken 2-22, kvarteret Babylon.
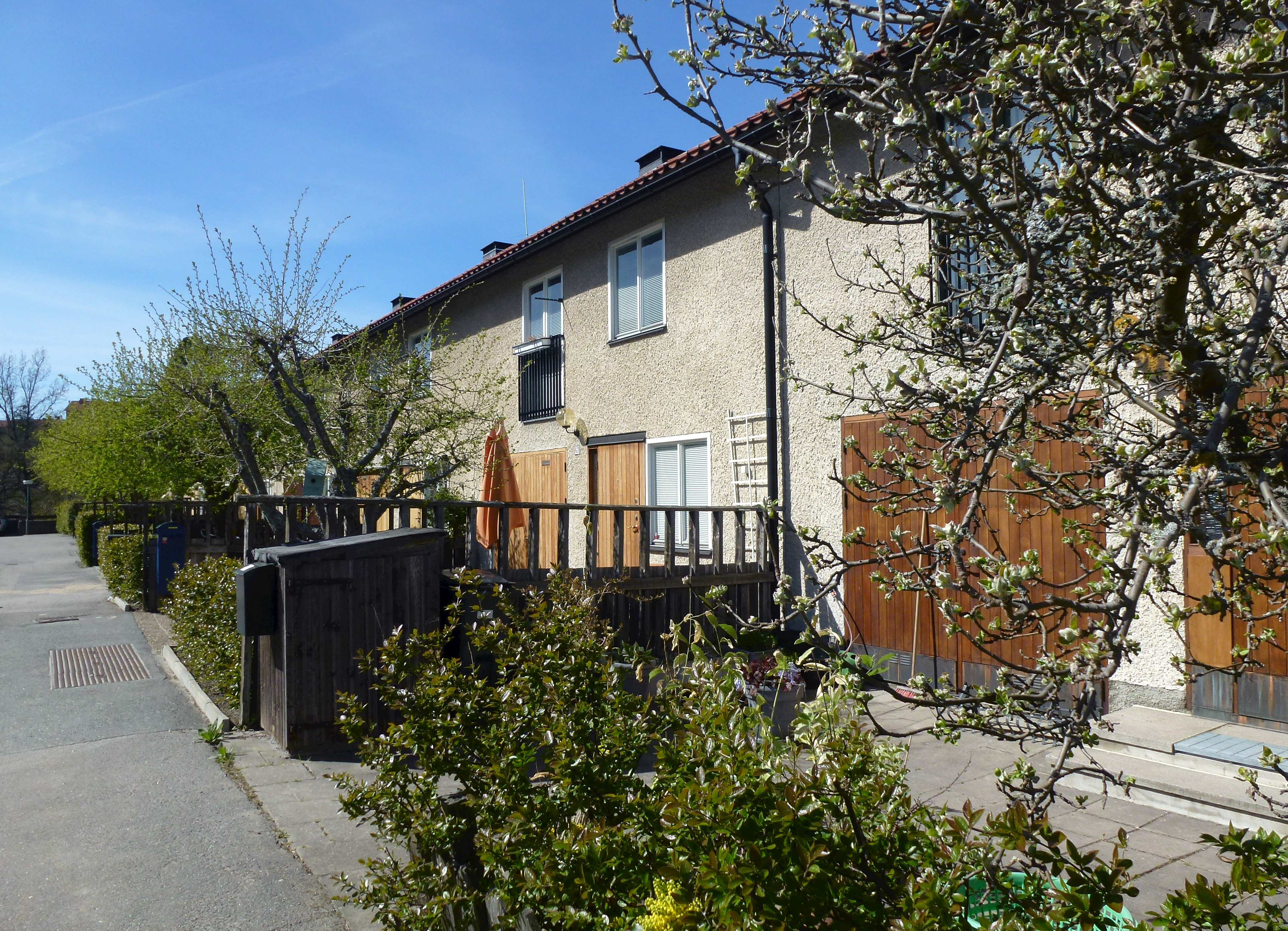
Hägerstensbrinken 12-28, kvarteret Joakim.